# Brunellia coroicoana
Brunellia coroicoana är en tvåhjärtbladig växtart som beskrevs av José Cuatrecasas. Brunellia coroicoana ingår i släktet Brunellia och familjen Brunelliaceae. Inga underarter finns listade i Catalogue of Life.